# Guerra de los Toyota
La guerra de los Toyota (árabe: حرب التويوتا, romanizado: Ḥarb al-Tūyūtā, en francés: Guerre des Toyota) tuvo lugar en 1987 en el norte de Chad y en la frontera entre Chad y Libia, fue la última fase del conflicto entre Chad y Libia. Toma su nombre de las camionetas de la empresa Toyota, principalmente los modelos Toyota Hilux y Toyota Land Cruiser, utilizadas para proporcionar movilidad a las tropas chadianas en el desierto mientras luchaban contra los libios, y como vehículos de combate improvisados. La guerra de 1987 resultó en una dura derrota para Libia, que, según fuentes estadounidenses, perdió una décima parte de su ejército, con 7.500 hombres muertos y 1.500 millones de dólares de la época en equipo militar destruido o capturado. Las fuerzas chadianas sufrieron 1.000 muertes.
La guerra comenzó con la ocupación libia del norte de Chad en 1983, cuando el líder libio Muamar el Gadafi, negándose a reconocer la legitimidad del presidente chadiano Hissène Habré, apoyó militarmente el intento del opositor Gobierno de Transición de Unidad Nacional (GUNT) de derrocar a Habré. El plan fue frustrado por la intervención de Francia que, primero con la Operación Manta y después con la Operación Epervier, limitó la expansión libia al norte del paralelo 16 , en la parte más árida y escasamente habitada de Chad.
En 1986, el GUNT se rebeló contra Gadafi, despojando a Libia de su principal cobertura de legitimidad para su presencia militar en Chad. Viendo una oportunidad para unificar a Chad tras él, Habré ordenó a sus fuerzas que pasaran el paralelo 16 para unirse con los rebeldes del GUNT (que luchaban contra los libios en Tibesti) en diciembre. Unas semanas más tarde, una fuerza mayor atacó Fada, destruyendo la guarnición libia local. En tres meses, combinando métodos de guerrilla y guerra convencional en una estrategia común, Habré pudo recuperar casi todo el norte de Chad y, en los meses siguientes, infligió nuevas y duras derrotas a los libios, hasta que se firmó un alto el fuego que puso fin al conflicto en septiembre. El alto el fuego dejó abierta la cuestión de la disputada Franja de Auzú, que finalmente fue asignada a Chad por la Corte Internacional de Justicia en 1994.

## Causas de la guerra

### Gobierno de Tombalbaye
Chad y Libia ganaron su independencia después de la Segunda Guerra Mundial. Libia había sido colonia de Italia, y en 1951 se transfirió el control del país al rey Idris, pero en septiembre de 1969 Idris fue derrocado por un golpe de Estado por parte del movimiento revolucionario del coronel Muamar al Gadafi. Gadafi guio su nación por un camino antiestadounidense con acuerdos militares con la URSS y apoyo a los grupos armados palestinos, el IRA y otros. Chad obtuvo su independencia en 1960 de Francia, pero el país ha atravesado prolongadas fases de inestabilidad durante toda su vida independiente, aunque ha mantenido relaciones amistosas con Francia y todos los dirigentes chadianos han dependido de la ayuda militar francesa para mantenerse en el poder.
En 1965 estalló en Chad una sangrienta guerra civil entre las fuerzas del dictador François Tombalbaye y los opositores del FONILAT, grupo rebelde formado en Sudán, formado ese año por la unión de las guerrillas UNT (fundada en 1958 y encabezada por Ibrahim Abatcha se unió a FONILAT en 1966), UGFT (fundada ese año, dirigida por Ahmed Hassan Musa) y FLT (fundado ese año por Ahmed Hassan Musa).
Desde 1968 el rey Idris I de Libia dio refugio y suministros en la zona fronteriza entre ambos países a unidades del FROLINAT que operaban en la zona. El 1 de septiembre de 1969 el coronel Gadafi derroca al monarca y reclama la Franja de Auzú como propia (en 1954 Idris ya la había invadido pero fue repelido por tropas francesas) considerando los tratados sobre ésta como nulos.
En 1970 Gadafi empezó a financiar al FROLINAT al darse cuenta de que la organización era muy útil para sus propios intereses. Al año siguiente Gadafi reconoció a los rebeldes como gobierno legítimo de Chad y planeó un golpe contra el presidente Tombalbaye, a pesar de la apertura política de este (quien era cristiano y no había permitido la participación de musulmanes en su gobierno hasta ese momento, lo que había llevado a los musulmanes a rebelarse). El FROLINAT rechazó tal apertura, así como Gadafi, que empezó a considerar dicha apertura como peligrosa para sus intereses. En 1972 ante la presión francesa ambos países reiniciaron las relaciones diplomáticas y firmaron en diciembre un tratado de amistad. Gadafi retiró el apoyo oficial a la FROLINAT y obligó a su líder Abba Siddik a mudar su cuartel general desde Trípoli a Argel.
Seis meses después del tratado los libios ocuparon la franja y fundaron en Auzú una base militar protegida por misiles tierra-aire, se creó un gobierno local en Kufra y se concedió la ciudadanía libia a miles de habitantes, tras supuestas negociaciones secretas entre los presidentes de ambos países que otorgaban a Gadafi el control de la franja.

### Gobierno de Malloum
El fracaso del apoyo de las tropas francesas para destruir a los rebeldes contra Tombalbaye fue una de las razones que provocaron su alianza con Gadafi, hasta que en 1975 un golpe de Estado del ejército orquestado por el coronel Wadel Abdelkader Kamougué con 4.000 soldados de las FAT lo derrocó y asesinó en la capital, y elevó al poder a dos generales del Consejo Militar Supremo, Noël Milarew Odingar y luego Félix Malloum (jefe de Estado entre 1975 y 1979). En 1976 varias operaciones selectivas lograron acabar con el FLT al destruir sus líneas de mando.
Tras el golpe de 1975 y la muerte de Tombalbaye Gadafi vuelve a aliarse con el FROLINAT para que opere en el norte del país vecino. En abril de 1976, hubo un intento de asesinato de Gadafi respaldado por Malloum, y en el mismo año las tropas de Libia comenzaron a hacer incursiones en el centro de Chad junto a las fuerzas rebeldes. Sin embargo este apoyo generó preocupaciones cuando el grupo rebelde se escindió y apareció el CCFAN, grupo de Hadré disidente y antilibio, que se enfrentó a la facción rival FAP de Goukouni, que constituían la mayoría de los rebeldes y apoyaban a los libios. Pese a todo, las FAP siguieron considerándose a sí mismas como el legítimo FRONILAT.
El disidente Hadré, líder de las FAN, que en 1971 había formado el CCFAN que se separó del FRONILAT liderado por Abba Siddick, había intentado unir las fuerzas rebeldes dispersas (razón por la que fomentó la creación del CCFAN). El FRONILAT se dividió en dos grupos, y cinco años después el CCFAN adoptó la sigla FAN. Las FAN en torno a 1979 contaban ya con entre 3 y 8 mil combatientes.
Desde febrero de 1977 el apoyo militar de Gadafi al FAP se hizo masivo. La FAP atacó en junio a las FAT y tomó las fortalezas de Bardaï y Zouar en Tibesti y de Ounianga y Kebir en Borkou. Goukouni asumió con este ataque el control completo del Tibesti, porque Bardaï, sitiada desde el 22 de junio, se rindió el 4 de julio, a la vez que se evacuó Zouar. El FAT perdió 300 hombres y enormes cantidades de material militar cayeron en manos de los rebeldes. Ounianga fue atacada el 20 de junio, pero la defendieron exitosamente los asesores militares franceses presentes allí. 
Ante el uso de la franja por Libia como base para lanzar ataques contra Chad, Malloum llevó sus reclamaciones a la ONU y la Unión Africana, que promovieron un acuerdo de paz entre Habré y el dictador militar chadiano a fin de detener la influencia de Gadafi (temida por los gobiernos de Sudán y Arabia Saudita). Gadafi consideró esta situación como una amenaza a sus intereses, por lo que presionó a Goukouni a lanzar una ofensiva final, iniciada el 29 de enero de 1978 contra los últimos reductos en poder del gobierno en el norte de Chad, Faya-Largeau, Fada y Kebir Ounianga, lo que fue un éxito total, dándole al FAP el control del norte del país y mejorando sus condiciones para negociar. 
El encuentro decisivo se dio en Faya-Largeau, ciudad defendida por 5.000 soldados de las FAT, 2.500 rebeldes del FAP apoyados en artillería y bombardeos aéreos de 4.000 libios la tomaron el 18 de febrero. Unos 2.500 gubernamentales fueron capturados, las FAT habían perdido el 20% de sus hombres desde las batallas de 1977 a esa fecha. Ante esto el gobierno chadiano reaccionó rompiendo relaciones pero ante el avance enemigo aceptó negociar y retirar sus demandas ante la ONU. Goukouni es nombrado nuevo secretario general (líder) del FROLINAT. 
Malloum fue obligado a firmar el 27 de marzo el Acuerdo de Bengasi, que reconoció la FRONILAT como fuerza política y acordaron un nuevo alto el fuego. Entre las condiciones principales del acuerdo fue la creación de una comisión mixta de Libia y Níger, encargada de la aplicación del acuerdo, a través de este comité, Chad legitimó la intervención de Libia en su territorio. El acuerdo contiene otra condición de Libia, ya que pidió el cese de toda presencia militar francesa en el Chad. El acuerdo no hizo más que aumentar el poder de Goukouni y debilitó el poder de Malloum en el sur al quedar como un gobernante débil.
El 15 de abril las FAP atacan de nuevo en dirección a la capital chadiana, Yamena o N'Djamena, dejando en Faya una guarnición de 800 libios, se tomaron pueblos y pequeñas ciudades, ante la inminente caída de la ciudad los franceses enviaron 2.500 hombres a protegerla (operación Tacaud). La batalla decisiva fue en Ati, al nordeste de Yamena, la guarnición local de 1.500 soldados fue atacada por las FAP tras dos días de batalla, pero el apoyo en hombres, artillería y aviación francés permitió rechazarles, haciendo retroceder bajo constantes ataques aéreos. Las FAP perdieron 2.000 hombres y mucho de sus equipos y armas pesadas, la aviación libia se negó a prestarles apoyo contra la francesa.
La derrota fue tremenda y acabó con gran parte del poder de Libia en Chad, en la noche del 27 de agosto Ahmat Acyl, líder del VA, atacó Faya con el apoyo de las tropas libias en lo que aparentemente fue un intento por Gadafi para eliminar Goukouni de la dirección del FROLINAT. Se fracasó y Goukouni expulsó a sus asesores libios y buscó apoyo francés.
Mientras en Yamena por los acuerdos de paz había dos fuerzas militares, las FAN de Hadré, primer ministro, y las FAT del presidente Malloum, estas fuerzas empezaron con incidentes el 12 de febrero de 1979 que se tornaron en una gran batalla a partir del 19, finalmente las FAP también entraron en la ciudad y apoyaron a Hadré, el 16 de marzo se iniciaron negociaciones, cuando ya 2.000 a 5.000 habían muerto y 60 a 70 mil huyeron, las fuerzas de las FAT sobrevivientes huyeron y se reorganizaron bajo el mando de Kamougué. Las tropas francesas no intervinieron e incluso presionaron para evitar que las FAT bombardearan con sus aviones a los rebeldes. Con esto las fuerzas norteñas pasaron a tomarse el gobierno del país.

### Gobierno de Goukouni
Entre 1979 y 1982 un gobierno "de facto" gobernó en Chad, el GUNT, tras la fracasada alianza entre Malloum e Hissène Habré. Las fuerzas rebeldes y los restos del anterior gobierno negociaron en el Acuerdo de Kano que se firmó el 16 de marzo, Malloum renunció y le reemplazó un consejo con la presidencia de Goukouni. Con esto se terminaba de separar Goukouni de la influencia de Gadafi, el GUNT terminó por declarar su búsqueda de la unidad nacional con el objetivo de expulsar a los libios de Chad. Libia reclamo porque ningún dirigente del VA estaba incluido en el GUNT.
Desde el 13 de abril los libios lanzaron ataques en el norte y apoyaron a los separatistas del sur en Logone, el 5 de junio se cumple el ultimátum libio y al día siguiente 2.500 tropas de Gadafi invaden Chad, pero enfrentan a tropas locales apoyadas por los franceses, los rebeldes chadianos no representados por el GUNT se agrupan en el FACP. El 21 de agosto tras la retirada libia se logra la paz. Se incluyen a pro-libios en el gabinete, con Goukouni como presidente, Kamougué de vicepresidente y Hadré de ministro de defensa.
Ante esto Hadré se aisló cada vez más en el gabinete primero enfrentando a los pro-Gadafi y luego a Goukouni, los incidentes entre sus milicias se hicieron cada vez más graves y el 22 de marzo de 1980 termina por iniciarse una nueva batalla por la ciudad capital, en diez días la batalla entre el FAN y el FAP (esta última con 1.000 a 1.500 soldados en la ciudad) se causaron miles de muertos y la huida de la mitad de los residentes. Las fuerzas de paz de Zaire y de Francia dejaron la capital el 4 de mayo.
Mientras que la FAN fue suministrada económicamente y militarmente por Sudán y Egipto, Goukouni recibió poco después del comienzo de la batalla con el apoyo armado de las FAT de Kamougué, el CDR de Acyl y artillería libia. El 6 de junio, la FAN asumió el control de la ciudad de Faya, lo que alarmó a Goukouni, por ello firmó, el 15 de junio, un Tratado de Amistad con Libia. Esto permitió a las fuerzas libias intervenir en Chad. A partir de octubre, las tropas de Libia por vía aérea a la franja de Auzú operaron en conjunto con las fuerzas de Goukouni de volver a ocupar Faya. La ciudad fue utilizada como punto de reunión para los tanques, artillería y vehículos blindados que se trasladaron al sur a la capital de Yamena con el fin de recuperarla. 
El ataque comenzó el 6 de diciembre, encabezado por tanques rusos T-54 y T-55 y según informes, coordinados por los asesores de la Unión Soviética y la República Democrática Alemana, trajo la caída de la capital el 16 de diciembre. La fuerza libia se componía de 7.000 a 9.000 hombres, incluyendo paramilitares de la Legión Islámica Panafricana, 60 tanques y demás blindados. Hadré tuvo que exiliarse en Darfur pero proclamó que continuaría la lucha contra el GUNT.
Para comienzos de 1981 la presión de sobre el coronel Gadafi para que se retirara de Chad por los estados africanos y Francia mientras que se suministraba armas al GUNT. En febrero había 14.000 libios en Chad, las relaciones entre Goukouni y Gadafi empeoraron, porque los libios financiaron ataques del AV contra el FAP, hasta que en octubre se iniciaron los combates entre los legionarios de Gadafi y las milicias de Goukouni. Ante la presión del GUNT e internacional los libios empezaron a retirarse, el 6 de noviembre las últimas tropas abandonaban la franja septentrional siendo reemplazados por una fuerza de paz africana. La IAF (4.800 tropas de Nigeria, Senegal y Zaire, este último aporto con 3.000) que fracaso en su intento de derrotar a los rebeldes. 
Tras la retirada libia Hadré retomó la iniciativa lanzando ataques desde el este, tomando Abéché el 19 de noviembre. A inicios de enero del año siguiente cayo Oum Hadjer pero solo gracias a las tropas de paz se detuvo su avance en Ati. A la luz de la ofensiva de Habré, la OUA pidió al GUNT para abrir las conversaciones de reconciliación con Habré, una demanda que fue rechazada airadamente por Goukouni. En mayo las FAN iniciaron su ataque final, tomando Ati y Mongo, Goukouni desesperado pidió ayuda a Gadafi pero este rechazó ayudarle.

### Gobierno de Habré
El GUNT intento una última resistencia en Massaguet a 50 km de la capital, en la carretera entre Abéché y Yamena, tras cinco días de batalla el 5 de junio las FAN tomaron la ciudad. Dos días más tarde Habré entró sin oposición en Yamena, convirtiéndose en la fuente de facto del gobierno nacional en el Chad, mientras que Goukouni huyó del país en busca de refugio en Camerún. Inmediatamente después de ocupar la capital, Habré procedió a consolidar su poder al ocupar el resto del país. En apenas seis semanas, conquistó el sur de Chad, destruyó la FAT de Kamougué, cuyas esperanzas de ayuda libia no llegaron a materializarse. El resto del país también cayó bajo su mando, excepto Tibesti.
Las FAN por su parte fueron tras tomar la capital, Yamena, en 1983 fueron renombradas como FANT llegando a tener 10 000 combatientes, absorbiendo los restos de las FAT y miembros de los Codos, mientras Hadré fue elegido presidente, cargo que ocupó hasta 1990.
En el sur chadiano existían guerrillas llamadas Codos o Commandos que incluían muchos miembros de las desaparecidas FAT o por milicianos de la proclamada República de Logone y desaparecida tras la llegada al poder de Hadré (1982-83). Eran unos cinco grupos que operaban de forma independiente y sumaban unos 15.000 combatientes, los Codos Rojos (Codos Rouge) al mando de Alphonse Kotiga operaban en la prefectura de Moyen-Chari, los Codos de Cocos (Codos Cocotieres) de Elie Atanga y Elea Djoack en Mayo Kébbi, los Codos Verdes (Codos Vert) de Pierre Tokino operaba en la prefectura de Logone Oriental, los Codos Esperanza (Codos Espoir) de Kayer en la prefectura de Tandjilé y los Codos Pantera (Codos Panthères) de Koulangar en Logone Occidental. Tras intentar negociar con ellos, Hadré ordenó la ofensiva contra estos en agosto de 1984 con apoyo de André Kolingba, presidente de República Centroafricana (que anteriormente había ofrecido refugio a los Codos), la lucha en gran escala estalló en cuatro de cinco prefecturas del sur. Las FANT fueron extremadamente sanguinarias, destruyeron pueblos y cometieron varias masacres de civiles, para 1985 los Codos había sido vencidos.
El principal grupo, los Codos Rojos, con el apoyo de Libia y el GUNT, Kotiga ejerció influencia en los otros grupos y su papel fue fundamental en convencerlos en abandonar la insurgencia por las promesas de Hadré de recompensa y rehabilitación, los Codos se desmovilizaron entre 1985 y 1986. Muchos de los rebeldes fueron incluidos a las FANT gracias al entrenamiento de oficiales franceses en Mongo. Mientras que unos 1.500 han sido asimilados en el FANT, la mayoría fueron organizados en brigadas de trabajo para el servicio como trabajadores agrícolas o por carretera.
Desde que Gadafi se había mantenido al margen sobre todo en los meses previos a la caída de Yamena, Habré esperaba en un principio para llegar a un acuerdo con Libia, posiblemente a través de un acuerdo con su representante en el Chad, el líder del RDC Ahmat Acyl, que parecía receptivo al diálogo. Pero Acyl murió el 19 de julio, y fue reemplazado por Acheikh ibn Umar, enemigo de Hadré por lo que el conflicto se prolongó. Por ello el GUNT pudo volver a armarse incluyendo el DRC (antes AV), el FAP y el ANL bajo el mando de un sureño, Negue Djogo, en total 3.000 a 4.000 milicianos.
En diciembre de 1982 y enero de 1983 se rechazaron los ataques de Hadré contra Tibesti. Ante la violencia se intentaron acuerdos de paz por la ONU. Pero en junio 3.000 GUNT atacaron Faya-Largeau, tomándola el día 25, luego rápidamente se dirigió hacia Koro Toro, Chalouba Oum y Abéché, asumiendo el control de las principales rutas hacia Yamena. Libia les dio apoyo logístico y de artillería.
Suministrados por los estadounidenses, zairenses y los franceses, Habré rápidamente reorganizado sus fuerzas y marchó al norte, al sur de Abéché se produjo una gran concentración de tropas, y se comenzó una contraofensiva amplia que le permitió retomar Abéché rápida, Biltine Fada, y, el 30 de julio, Faya, amenazando con atacar el Tibesti y la Franja de Auzú. Al día siguiente, temiendo que Hadré al controlar todo Chad atacara Libia, se bombardeó Faya por aviones libios, tras diez días una fuerza de 11.000 libios y 3.000 a 4.000 GUNT la atacaron, el 10 de agosto Hadré tenía en la ciudad-oasís 5.000 hombres bien atrincherados cuando su línea se rompió ante el ataque del GUNT, Hadré escapo pero perdió más de 700 hombres.
Pero 3.500 soldados franceses arribaron a Chad a apoyar a Hadré el 31 de julio (operación Manta). Se establece como límite entre ambos grupos armados chadianos al paralelo 15 desde Mao a Abéché, conocida como la línea Roja, y se informó que cualquier fuerza del GUNT que cruzara al sur sería atacada, esto se produjo el 14 de enero de 1984 con una ofensiva rebelde contra Ziguey. En noviembre de 1984 había en el norte de Chad 3.000 tropas libias.
A finales del año se iniciaron negociaciones de paz con iniciativa de Francia. Por ello ambas fuerzas se atrincheraron y hasta 1986 no hubo grandes enfrentamientos u ofensivas. Se debe mencionar que inicialmente en 1984 el GUNT estaba formado por tres facciones: CDR de Acheikh, FAP de Goukouni y restos de las FAT al mando del general Kamougué (organizadas como MPR y que operaban en el sur del país, tras la derrota de los Codos Kamougué prefirió unirse al gobierno de la UNIR, partido político fundado por Hadré). Desde ese entonces Acheikh y Goukouni se disputaron el poder, dos años después al quedar sólo dos guerrillas cada vez más enfrentadas.
En este período Gadafi hizo construir autopistas y una gran base aérea en Wadi Doum, en 1985 tenía en la franja 7.000 soldados, 300 tanques y 60 aviones de combate. Alarmado ante las deserciones en el GUNT cada vez mayores ordenó organizar una ofensiva final que traspasara la línea, cuyo objetivo final era tomar la mismísima capital chadiana, el 10 de febrero de 1986 5.000 libios y 5.000 aliados del GUNT atacaron Kouba Olanga, Kalait y Chalouba Oum, la ofensiva terminó en un gran fracaso tres días después cuando un contraataque de las FANT le obligó a retroceder gracias al armamento que los franceses les suministraron.
El 14 de febrero de 1986 se inicia la operación Epervier en la que 1.200 soldados galos fueron enviados a Chad como fuerzas de apoyo a Hadré y a los dos días se bombardeó la nueva base aérea de Gadafi. Al día siguiente los libios bombardearon el aeropuerto de Yamena. Tras esto las tropas libias en Chad se elevan a 8.000 y 1.500 a 2.000 miembros de la milicia aliada FAP.
Las derrotas de febrero y marzo de ese año aceleraron la división del GUNT, se hizo obvio el apoyo libio a Acheikh en detrimento de Goukouni quién se rebeló contra sus aliados por lo que fue arrestado y la mayor parte de sus hombres se pasaron a aliar a las FANT. Los libios fueron expulsados de Tibesti por sus anteriores aliados. Para volver a establecer sus líneas de suministro y volver a tomar las ciudades de Bardaï, Zouar y Wour, envió un equipo de trabajo de 2.000 soldados libios con tanques T-62 y apoyo aéreo, logrando expulsar de varias fortalezas a los FAP, Hadré envió de inmediato 2.000 hombres a apoyar a sus nuevos aliados. La guerra civil chadiana se transformó en una guerra nacional contra los invasores extranjeros lo que motivo un gran sentimiento nacionalista y de unidad como nunca antes se había visto en Chad.
Con la rebelión del GUNT Gaddafi perdió gran parte de la legitimidad para operar militarmente en el país vecino, mientras que Hadré vio la oportunidad de unificar a su país bajo su mando contra el enemigo común por lo que ordenó cruzar el paralelo 16 al norte, límite de la zona ocupada por Libia. Con ello se apoyó a los del GUNT que luchaban contra sus antes aliados en Tibesti, 2.000 a 3.000 combatientes de las FANT destruyeron una guarnición enemiga de 1.000 libios en Fada, ante estas derrotas y la pérdida del norte Gadafi ordenó la invasión del norte chadiano para destruir las bases enemigas cercanas a Libia y asegurar la franja de Auzú territorio en disputa entre ambos países.

## Desarrollo

### Fuerzas enfrentadas
Chad es un país extenso y desértico, los combatientes locales preferían el uso de vehículos resistentes, simples y confiables por lo que usaron preferentemente camionetas Toyota Land Cruiser serie 40 y 70.
En 1986 Libia invadió Chad para establecer un control directo sobre su vecino, las fuerzas invasoras se componían de 8.000 soldados, 300 blindados (en su mayoría T-55 soviéticos), gran número de piezas de artillería, cazas MiG-23 y MiG-25, helicópteros Mil Mi-24 y bombarderos pesados Tupolev Tu-22.
Los chadianos organizaron guerrillas móviles basadas en las tácticas usadas por los ingleses en la Segunda Guerra Mundial usando su mayor velocidad, superior maniobrabilidad y utilizando la mayor cantidad posible de potencia fuego concentrada en un solo objetivo. Además evitaban el contacto con la fuerza principal enemiga o posiciones fortificadas atacando la retaguardia en ataques que llegaron a penetrar hasta 500 km detrás de las líneas libias.

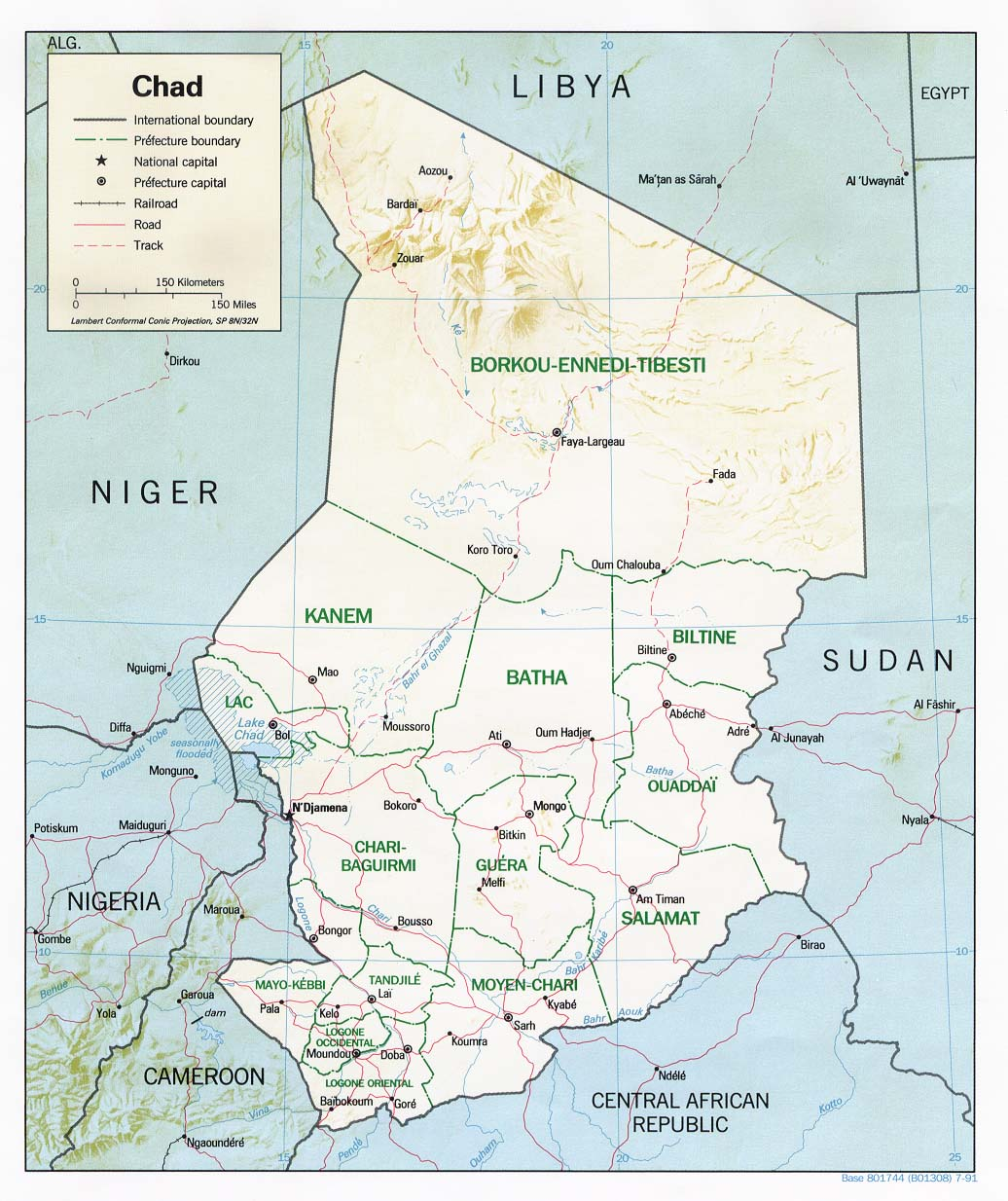
Mapa de Chad, con la prefectura Borkou-Ennedi-Tibesti, donde empezó la guerra

Al comienzo de 1987 las tropas libias mantenían unos efectivos formidables en territorio chadiano pero a pesar de la cantidad y calidad del material el plan de batalla libio se basaba en utilizar a tropas chadianas como infantería de asalto y reconocimiento mientras los libios aportaban apoyo pesado, artillería y cobertura aérea. Con el final de la guerra civil en Chad los libios perdieron a sus aliados y con ello su infantería quedando las bases que tenían en Chad aisladas, como islas vulnerables en el Sahara enemigo. Además las tropas libias estaban con una moral muy baja por luchar en un país extranjero, por una causa que ya ni siquiera existía. Por si fuera poco la estructura de mando del ejército era muy débil y muy desorganizada, lo que se debía a que Gadafi temía un golpe de Estado de los militares. Este miedo hizo que el ejército no fuera profesionalizado.
En el otro bando las nuevas Fuerzas Armadas Nacionales del Chad (FANT) estaba compuesto por 10 000 soldados muy motivados y con mucha experiencia en combate adquirida durante la guerra civil, liderados por jefes igualmente experimentados y muy capaces. Anteriormente el FANT no tenía cobertura aérea, movilidad muy limitada y casi ningún medio antitanque o antiaéreo pero a partir de 1987 empezó a tener cobertura aérea gracias a la Armée de l'Air francesa, que dejó a los aviones libios en el suelo debido a la total superioridad aérea que consiguieron. Más importante aún fue la ayuda también francesa para conseguir 400 todoterrenos Toyota equipados con misiles MILAN que anularon la superioridad libia también en tierra.

### Guerra en el desierto
El presidente de Chad, Habré, seleccionó como primer objetivo para la reconquista del norte chadiano la base de comunicaciones libia de Fada. Estaba defendida por 2.000 soldados libios y lo que quedaba de la milicia del CDR (aliados en Chad de Gadafi), bien provistos de artillería y blindados. El jefe de las fuerzas chadianas era Hassan Djamous, experto comandante del FANT que guío a la batalla a entre 4.000-5.000 soldados contra la base libia. Aprovechando su mejor conocimiento del terreno Djamous logró llegar a la base a través de puntos de acceso desconocidos para los libios y así rodear totalmente la posición enemiga. Una vez rodeados Djamous atacó con todas sus tropas a la vez copando las defensas y superando totalmente a los libios cogidos por sorpresa. En la batalla los libios perdieron 784 soldados y 100 tanques, en el otro bando la FANT solo perdió 50 soldados y cuatro camionetas Toyota.
La derrota, por inesperada y por su enormidad, enfadó terriblemente a Gadafi que reaccionó el 4 de enero llamando a filas a los reservistas del ejército. Como un acto de desafío a Francia, ordenó el bombardeo de Arada. Francia contestó atacando la base aérea libia principal en Libia de Ouadi Doum acabando con varios aviones en el suelo y destruyendo el radar de la base, dejando ciega a la fuerza aérea libia durante varios meses. Gadafi intentó contener la reconquista del FANT mandando nuevos batallones a Chad (especialmente en Faya-Largeau y Ouadi Doum) incluyendo a la Guardia Revolucionaria, la élite del ejército libio. Esto llevó en marzo a 11.000 el total de tropas libias en el norte de Chad.
En marzo de 1987 Ouadi Doum, principal base libia en Chad, fue capturada por los chadianos del FANT. A pesar de estar fuertemente defendida con campos de minas, tanques, blindados, aviones y 5.000 soldados la base cayó frente a una pequeña fuerza chadiana de unos 3.000 soldados liderada por Djamous equipada con todo-terrenos armados con ametralladoras pesadas y misiles antitanque. Los observadores estiman que alrededor de 3.000 libios fueron muertos, capturados o han desertado. Un gran número de tanques, blindados, artillería, aviones y helicópteros cayeron en manos del FANT pero los libios reaccionaron y bombardearon su propia base para negar su uso a los chadianos. Según numerosos testigos la mayoría de bajas libias en Ouadi Doum ocurrieron en la huida cuando los soldados libios sumidos en el pánico huyeron a toda prisa arrojando las armas e incluso corriendo a través de sus propios campos de minas.

### Derrota libia
La caída de Ouadi Doum fue una pesadilla para las fuerzas libias. Aislados en territorio enemigo, sin aliados en Chad y sin cobertura aérea al perder la base aérea principal. Esto expuso a las claras la vulnerabilidad de las tropas acorazadas libias frente a un enemigo con una movilidad mayor. Siguiendo las órdenes de Gadafi el ejército libio procedió a retirarse de la prefectura de Borkou-Ennedi-Tibesti (norte de Chad), empezando por la ciudad de Faya-Largeau, esta servía como base principal del ejército de tierra libio durante cuatro años pero corría peligro de ser cercada y fue evacuada. Así los 3.000 soldados de la guarnición de esta base junto a los huidos de Ouadi Doum se retiraron hacia Libia, Gadafi anunció que había ganado la guerra y que se retiraba para que la oposición al presidente Habré siguiera la lucha sola (oposición ya inexistente).
Estas acciones militares pusieron en entredicho el poderío militar libio como potencia regional y sembraron dudas sobre el profesionalismo del ejército libio y la competencia de sus mandos, especialmente fuera de sus fronteras donde las tropas sufrían de moral baja.
Estas acciones militares dieron el control a Habré de Chad y en condiciones de amenazar a la expulsión de Libia de la Franja de Auzú, también afectó la percepción internacional de Libia como una importante potencia militar regional, y puso en duda la competencia y la determinación de los soldados de Libia, especialmente en los compromisos más allá de las fronteras del país al que, evidentemente, no sentían un compromiso personal.
Suscitando un considerable interés en los Estados Unidos, donde se le dio la posibilidad de utilizar a Habré para derrocar a Gadafi una seria consideración. Como parte del apoyo de la administración de Ronald Reagan para su gobierno; Habré, durante una visita a Washington, recibió una promesa de una ayuda militar equivalente a 32 millones de dólares (incluyendo misiles antiaéreos Stinger).

### Nuevas ofensivas de Chad
En agosto del mismo año los chadianos lanzaron un ataque contra la disputada franja, ocupando la ciudad de Auzú tras una terrible batalla en la que los libios sufrieron graves pérdidas entre las tropas y dejaron muchos equipos abandonados. En represalia, Libia intensificó sus bombardeos aéreos de ciudades en el norte, por lo general de altitudes más allá del alcance de los misiles disparados por la FANT. Peticiones de Habré de misiones aéreas francesas para defender la zona contra los bombardeos fueron rechazadas porque Auzú había sido retomado en contra de los deseos del presidente francés François Mitterrand. Este pidió la mediación internacional para resolver las demandas por el territorio en disputa.
Después de varios contraataques, hacia finales de agosto los libios finalmente expulsaron a 400 soldados enemigos de la ciudad. Esta victoria, la primera de las fuerzas de tierra de Libia desde el inicio de la guerra se logró al parecer, a través de ataques aéreos de corto alcance, que fueron seguidos por las tropas de tierra que avanzaron a campo traviesa en todoterrenos Toyota y blindados ligeros. Esto significaba el abandono de las pesadas fuerzas acorazadas por los libios y la adopción de las tácticas enemigas. Para destacar la victoria, Gadafi trajo periodistas extranjeros a la región, por lo que la noticia podría llegar a los titulares internacionales.

La franja de Auzú, resaltada en rojo.

Hadré reaccionó rápidamente a este revés y al bombardeo constante de las posiciones del FANT en el norte de Chad, uno de estos (con dos Tupolev) llegó a la capital chadiana siendo rechazado por misiles antiaéreos instalados por las 1.300 tropas francesas acantonadas en ese país. El 5 de septiembre se montó un ataque sorpresa contra la base aérea de libia de Maaten al-Sarra. El ataque fue completamente exitoso y su resultado decisivo para el conflicto. Las fuerzas chadianas comandadas personalmente por Djamous, sumaban los 2.000 hombres y derrotaron una guarnición de 2.500 libios. Entre 1.000 y 1.173 encontraron ahí su final, otros 300 fueron capturados y cientos más tuvieron que huir por el desierto. Unos 70 tanques y de 26 a 32 aviones libios fueron destruidos. Las bajas de los atacantes fueron de solo de 65 muertos y 112 heridos.
El ataque había sido con la oposición de Francia, que se negó a proporcionarle apoyo de inteligencia y logística. El ministro de Defensa francés André Giraud hizo saber que: "Francia no estuvo implicado de alguna manera" en el ataque y "no había sido informado de ello". La reacción estadounidense fue muy diferente, ya que antes habían apoyado el intento de reconquista de la franja de Auzú garantizando totalmente su apoyo.

### Fin de la guerra
Por la oposición interna, desmoralización interna y la hostilidad internacional, Gadafi asumió una actitud más conciliadora después de su derrota. Habré también estaba dispuesto a la paz, sabía que los franceses podían volverse en su contra ya que temían que el ataque de Maatan as-Sarrah podía ser la primera etapa a una ofensiva dentro de la misma Libia. Por ello se aceptó la mediación de la Unión Africana, encabezada por el presidente de Zambia, Kenneth Kaunda. Se declaró el alto al fuego el 11 de septiembre. Entre 1990 y 1993 se llevó a la Corte Internacional de Justicia la disputa por la franja que falló a favor de Chad dejando aquella región como parte permanente de su territorio.

## Consecuencias

### Gobierno y caída de Hadré
Hadré tomó el gobierno en Chad, estableciendo una dictadura terrible y muy corrupta en la que se asesinaron más de 40.000 opositores. En 1989 un grupo del ejército intentó derrocarlo al mando del general Idriss Déby (jefe de la Guardia Presidencial) pero fracasó y Déby tuvo que huir a Libia y luego a Sudán con sus seguidores del Movimiento 1 de abril donde se unió a otros grupos de exiliados, fundado el MPS grupo rebelde que tenía apoyo libio y sudanés. A fines del mismo año el MPS invadió Chad con un ejército de entre 2.500 y 5.000 hombres, al año siguiente, derrotando los 17.000 soldados movilizados por el gobierno, tomó la capital y derrocó a Hadré que huyó al exilio mientras las tropas francesas no intervinieron en la guerra. 
Además como resultado de la lucha las FANT fueron disueltas. Entre fines del gobierno de Hadré e inicios del de Déby las Fuerzas Armadas locales crecieron de 36.000 a 50.000 combatientes. Otra de las consecuencias militares fue la posterior disminución de los efectivos del ejército, para 2004 eran entre 19.000 y 24.000 hombres. En 1996 se fundó la GNNT, una de las cuatro Fuerzas de Defensa y Seguridad de Chad (las otras son el ejército, la gendarmería y la policía), sus antecedentes se encuentran en la GT de los años 1960 después renombrada como GNN, sufriendo la destrucción de una sus unidades en Aozou y a un motín en Toubou con apoyo de la FRONILAT (1968). La GNN combatió continuamente en las guerras civiles en el frente, en 1971 Tombalbaye que tenía gran confianza en su capacidad militar y lealtad elevó sus efectivos a 3.500, entrenados y comandados por oficiales franceses. Cuando Goukouni tomo entre 1977 y 1978 las principales ciudades del norte de Chad, en especial, Fada y Faya, la GNN fue diezmada en tal medida que desapareció en la práctica.

### Gobierno de Déby
Tras tres meses de gobierno interino el 28 de febrero de 1991 Déby se instaló en el cargo de presidente en el que permanece hasta la actualidad. Durante los dos años siguientes Déby frustró dos golpes de estado y operó contra las guerrillas rebeldes MDD (integrado por 500 a 1.000 combatientes), CSNPD (con 5.000 hombres), FNT y FAO, que operaban en torno al lago Chad y el sur del país, ante la presión francesa se iniciaron conversaciones para llevar a acuerdos de paz y la instalación de un gobierno democrático negociando con el gobierno, el ejército y los partidos políticos (legalizados en 1992). En ese entonces Déby tenía solo 25.000 hombres a su mando.
Sin embargo las negociaciones fracasaron debido a las repetidas masacres de civiles cometidas por tropas del gobierno en el sur del país, el CSNPD, dirigido por Kette Moise y otros grupos del sur negociaron un acuerdo en 1994 que fracasó, la aparición de dos nuevos grupos, las FARF liderado por Barde Laokein y el FDR, llevó al empeoramiento del conflicto entre ese año y el siguiente.
Para acabar con el conflicto tan prolongado en 1996 se realizaron elecciones multipartidistas, las que ganó Déby a sus opositores Kebzabo y Kamougue, en las elecciones parlamentarias del año siguiente el MPS ganó 63 de 125 escaños. Pero los observadores internacionales informaron de varias irregularidades en ambas elecciones. A mediados de 1997 se logró un acuerdo de paz con el FARF y el MDD, además de cortar las vías de suministros de los rebeldes con sus bases en Camerún y la República Centroafricana, a los acuerdos se incluyeron luego el FNT y el MJSD. Pero la paz duro poco, el FARF se rebeló pero fue vencido en mayo de 1998 tras la muerte de Barde. 
Entre octubre de 1998 y septiembre de 2002 el MDJT de Youssuf Togoimi se enfrentó al gobierno en la zona de Tibesti hasta la muerte de su líder. En el resto del país desaparecieron los grupos rebeldes activos, aunque en 2000 el ministro del Interior, Kette Moise, intentó sublevarse, siendo detenido por tropas del ejército. El gobierno de Déby ha logrado un cierto desarrollo en el país, gracias sobre todo a la explotación del petróleo, en 2001 y 2002 Déby y su MPS volvieron a salir triunfadores de elecciones de presidente y parlamento, aunque fue acusado de fraude y corrupto por opositores.

### Conflicto con Sudán
Las relaciones con Sudán empezaron a empeorar desde 2003 con la llegada de cientos de miles de refugiados de Darfur, muchas veces perseguidos por tropas sudanesas o paramilitares que varias veces llegaron a enfrentarse a las tropas chadianas estacionadas en la frontera. El 23 de diciembre de 2005 se declaró la guerra al gobierno de Sudán, país que acusado de apoyar a grupos rebeldes chadianos en la zona fronteriza, además de permitir ataques de los yanyauid a los campamentos de refugiados en el lado chadiano de la frontera.
El motivo inmediato de la guerra fue un ataque de los rebeldes chadianos SCUD y RLD a la ciudad de Adré, aunque fueron rechazados cientos de rebeldes y decenas de soldados del gobierno de Chad murieron, sin saberse las bajas civiles. Sudán fue culpado por el ataque, acusándole de tratar de extender el conflicto de Darfur a Chad. Los enfrentamientos entre ambos países llevaron a que cerca de la mencionada ciudad, en el pueblo de Borota sucedieron choques entre los yanayuid sudaneses y tropas chadianas el 6 de enero del año siguiente. De hecho los paramilitares sudaneses habían atacado entre diciembre y enero aldeas chadianas de Borota, Ade, Moudaina y demás.
Con mediación libia se firmó un acuerdo de paz en Trípoli el 8 de febrero esperando detener el conflicto, pero un ataque de los yanyauid contra el pueblo de Amdjereme (en Chad) producido el 6 de marzo y en el que se robaron miles de cabezas de ganado lo que reinició las hostilidades. Ante la aparente debilidad e imposibilidad del gobierno en detener los ataques sudaneses una fuerza del FUC intentó tomar por asalto la capital de Chad, el 13 de abril pero fueron rechazados con cientos de bajas, decenas de soldados fallecieron al igual que un desconocido número de civiles. El presidente Déby acusó a los rebeldes y sus aliados sudaneses (país que fue culpado del ataque) de querer provocar el caos y una guerra civil imposibilitando las elecciones que se tenían planeadas, estas se realizaron el 3 de mayo en las que Déby fue reelecto para un tercer mandato. 
El 25 de noviembre de 2006, los rebeldes capturaron la ciudad oriental de Abéché, capital de la Región de Ouaddaï y centro de ayuda humanitaria a la región de Darfur en Sudán. El mismo día, un grupo rebelde del RLD había capturado Biltine. Al día siguiente, el gobierno de Chad afirma haber recuperado las dos ciudades, aunque los rebeldes afirmaban aún tener el control de Biltine. La embajada francesa afirmaba que fuerzas rebeldes avanzaban por la región central de Batha a Yamena, lo que fue negado por la administración chadiana. Tras esto la guerra decayó en encuentros menores principalmente en el este de Chad en la zona fronteriza con Sudán. De hecho en 2007 hubo negociaciones de paz que fracasaron, los grupos rebeldes UFDD, UFDD-F y RFD crearon un Mando Militar Unificado a fines de aquel año, el UFDD aporto 2.000 a 3.000 hombres, 800 por el UFDD-F y 500 del RFD, en total cerca de 4.000 combatientes.
Este aletargamiento duró hasta febrero de 2008 cuando el ejército de Chad (apoyado por el JEM, aliado del gobierno desde fines de enero y más de 2.000 tropas francesas e irlandesas, acantonadas en el país desde los acuerdos de 1986) dirigido por el mismísimo presidente Déby tuvo que enfrentar un ataque masivo de los rebeldes del UFDD (comandados por Mahamat Nouri), UFDD-F (de Abdelwahid Aboud Mackaye) y RFD (de Timane Erdimi).
La batalla se dio en la propia capital, Yamena, entre los días 2 y 4 de aquel mes, previamente la columna rebelde estimada en 1.000 a 2.000 hombres y 250 a 300 vehículos partió de la frontera con Sudán y el 8 de enero tomaron Oum Hadjer en Batha a 400 km de la capital. Los rebeldes se enfrentaron con las fuerzas del gobierno, encabezadas por el presidente Déby personalmente, en Massaguet, a 80 km (50 millas) al noreste de Yamena, el 1 de febrero, la batalla fue muy violenta y el vehículo blindado presidencial fue incendiado, y su jefe del Estado Mayor, Daud Soumain, fue asesinado. Con la moral por el piso las tropas del gobierno retrocedieron a la capital.
La ciudad capital era defendida por 2.000 a 3.000 gubernamentales con 20 tanques T-55, 3 Mil Mi-24 y varios blindados. Las fuerzas rebeldes tomaron el sur y este de la ciudad pero al atacar el palacio presidencial fueron rechazados por los tanques, para el 3 de febrero fueron expulsados de la ciudad pero la lucha continuo en los poblados de las afueras al día siguiente los rebeldes volvieron a atacar pero vino un cese al fuego. Mientras que con 100 a 200 vehículos el JEM derrotó a una fuerza que avanzaba desde Sudán con 2.500 refuerzos para los rebeldes; el mismo día 4 la fuerza aérea sudanesa atacó al JEM, cerca de Adré. Cuando se produjo un desafío de Erdimi al liderazgo de Nouri llevó a que el RFD detuviera su ataque lo que llevó a la retirada rebelde generalizada. 
El 5 de febrero aún había combates en las afueras de la ciudad pero cuando se atacó desde el aire a los rebeldes al día siguiente estos se retiraron en 200 vehículos. Mientras que aún se producían disturbios y saqueos en la ciudad. El día 7 los rebeldes llegaron a Mongo. Entre 200 y 300 rebeldes murieron, a los que se sumaron unos 700 civiles y soldados muertos (incluidos los fallecidos en Massaguet), otras 1.000 personas fueron heridas y 20.000 a 30.000 huyeron de la ciudad además de 135 rebeldes capturados.
El gobierno procedió de inmediato a perseguir hacia el este a los rebeldes con la intención de aniquilarlos, el 18 de junio cerca de Am Zoer les dieron alcance y les causaron hasta 400 bajas. Esto permitió debilitar a las diversas guerrillas y señores de la guerra atacando sus columnas y bases y persiguiendo sin piedad a los comandantes. El 7 y 8 de mayo de 2009 se lanzó un ataque contra la base del UFR causándole más de 200 bajas. Las actividades militares en el este de Chad aún continúan aunque en menor medida tras la batalla de Yamena mientras que varios países europeos y africanos apoyan proyectos de misiones de paz y negociar acuerdos y altos al fuego. El 10 de febrero de 2010 suscribieron en Catar acuerdos de paz y llamaron a la desmovilización y participación de los grupos opositores en futuras elecciones.
Desde 1960 hasta 2008 unos 50.000 chadianos han muerto en los constantes conflictos armados.